# Vollezele
Vollezele is een deelgemeente van de Belgische gemeente Pajottegem provincie Vlaams-Brabant, gelegen in het Pajottenland. Vollezele was een zelfstandige gemeente tot aan de gemeentelijke herindeling van 1977. Daarna was het deel van de gemeente Galmaarden tot aan de fusie met Gooik en Herne op 1 januari 2025.

## Geschiedenis

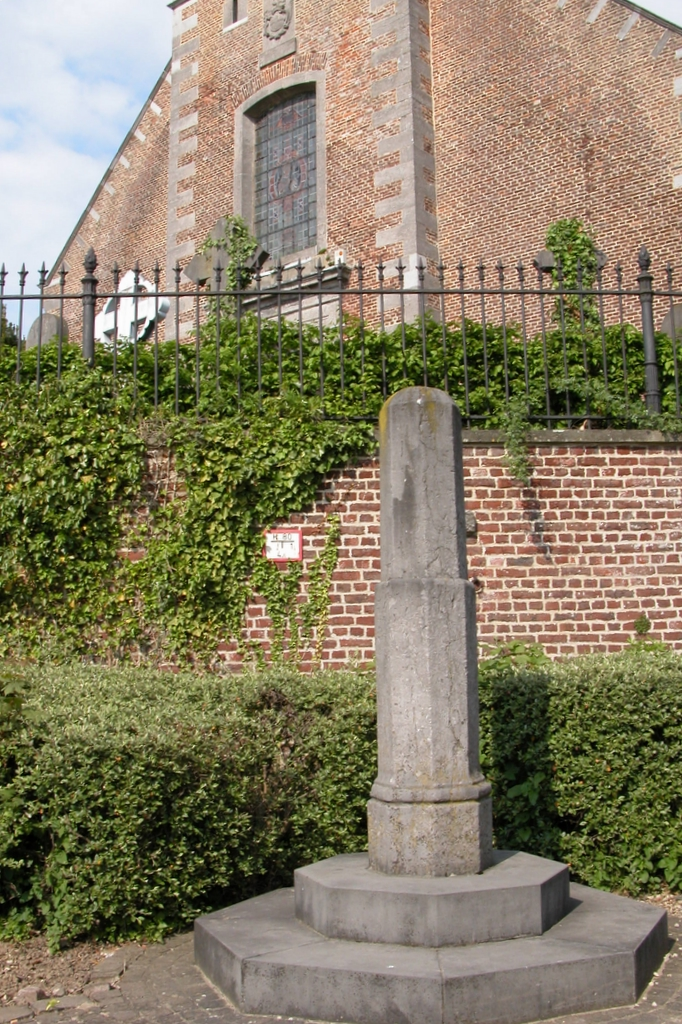
Schandpaal

De oudste vermelding, Volensela, dateert van 1117. Vollezele behoorde sinds 1248 als heerlijkheid aan de heer van Edingen, die het in leen hield van Margaretha II, gravin van Vlaanderen en Henegouwen. De heren van Edingen oefenden te Vollezele het wereldlijk voogdijschap uit over de goederen van de Sint-Adriaansabdij van Geraardsbergen, die er twee hoeven in bezit had. Ook de abdij van Vorst bezat er verschillende hoeven. Het geslacht Arenberg was te Vollezele eigenaar van belangrijke goederen.
Na de Franse invasie werd Vollezele een gemeente in het kanton Herne van het Dijledepartement. Dit departement werd nadat de Fransen verdreven waren omgevormd tot de provincie Zuid-Brabant, de latere Belgische provincie Brabant. Sedert de jongste fusie in 1977 vormt Vollezele samen met Galmaarden en Tollembeek een nieuwe administratieve entiteit.
Kenmerkend zijn de vele pachthoven, die in het glooiend landschap liggen verspreid: Hof ten Berghe, Hof te Leysbroeck, Hof te Ham, Hof te Steenhault, Hof te Reinsberg, Hof te Spieringen, Hof ter Bruggen, Hof ter Haegen en Hof te Reepinghen. In 1902 waren er een twintigtal. Van enkele oude grote hoven bestaan gegevens uit de 12de eeuw. Ze zijn alle meebepalend voor de geschiedenis van Vollezele en voor het schitterend landschap.

## Bezienswaardigheden
- Het Kasteel van Steenhout
- De Sint-Pauluskerk
- De Onze-Lieve-Vrouwekapel
- De Sint-Annakapel
- Stoeterij Haras de Vollezeele
- Museum van het Belgisch Trekpaard

## Natuur en landschap
Vollezele ligt in het Pajottenland op een hoogte van 32-105 meter. In het oosten liggen het Steenhoutbos en het Hellebos.

## Demografische ontwikkeling
- Bronnen:NIS, Opm:1831 tot en met 1970=volkstellingen; 1976 = inwoneraantal op 31 december

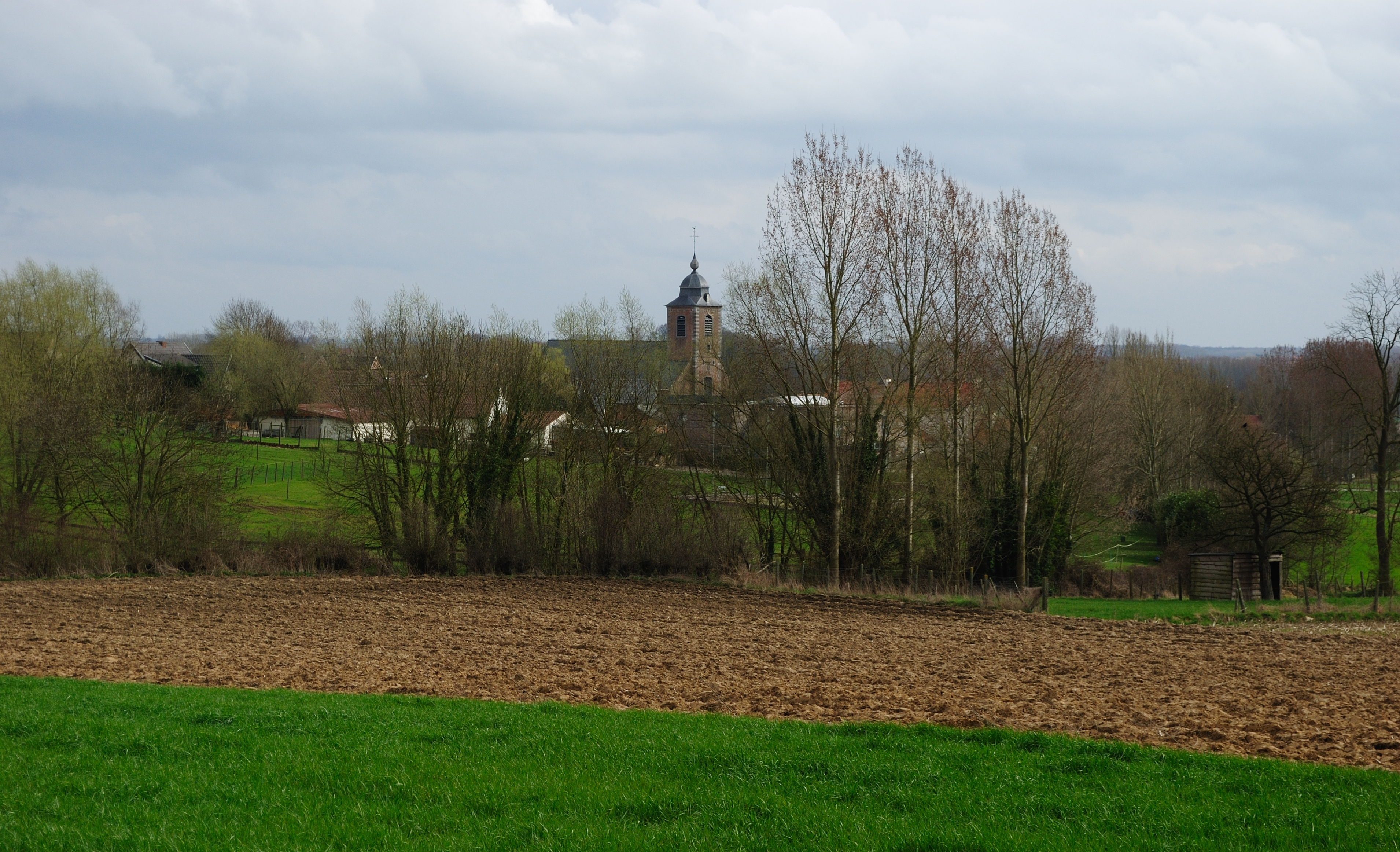
Vollezele vanuit het noordwesten

## Politiek

### Burgemeesters

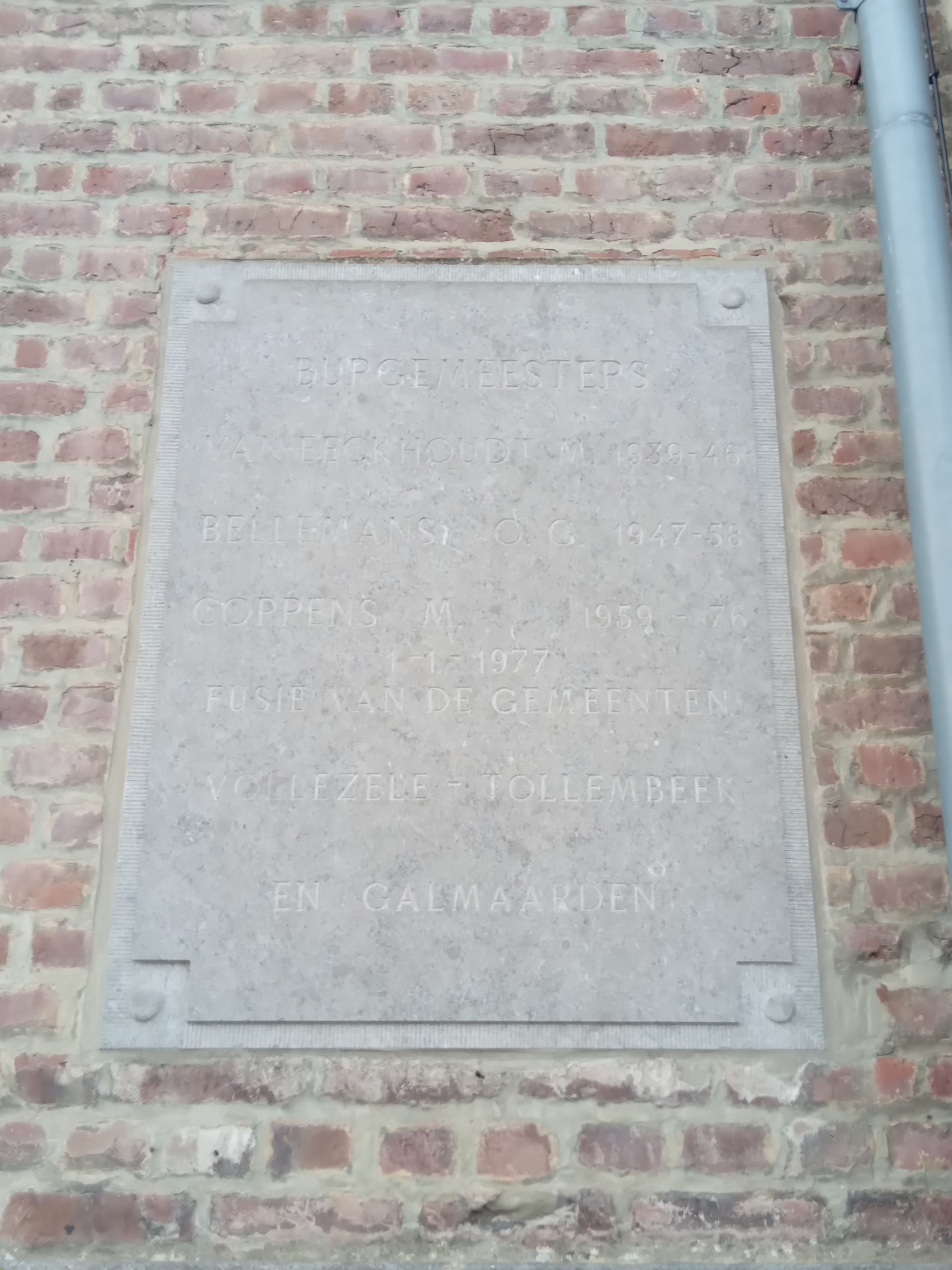
Lijst van de burgemeesters van Vollezele, 1939-1976, op de façade van het oude gemeentehuis (nu het Museum van het Belgische trekpaard)

- M. Van Eeckhoudt 1939-1946
- O.G. Bellemans 1947-1958
- M. Coppens 1959-1976

## Cultuur

### Het Brabants trekpaard
Vollezele was vroeger zeer bekend om zijn stoeterijen, die gespecialiseerd waren in het fokken van het Brabants trekpaard. R. Van Der Schueren begon in 1867 een hengstenfokkerij, die later de naam "Haras de Vollezeele" kreeg. Een andere hengstenfokker was T. D'Hauwer. Stilaan en door de jaren heen kwamen er meerdere paardenfokkers, waarbij de hengsten en de merries werden aangekocht en aldus over de hele wereld werden getransporteerd. Kampioenpaarden met klinkende namen als Bienvenu, Brillant en Indigène de Fosteau werden wereldberoemd. Kroonprins Albert I, later koning van België, bracht in 1907 een bezoek aan Vollezele.
In het centrum van Vollezele bevindt zich het museum van het Belgisch Trekpaard dat de herinnering aan dit verleden levendig wil houden en het publiek kennis wil laten maken met alle facetten van het Belgisch trekpaard. Tegenover het museum staat eveneens ter herinnering aan dit verleden een standbeeld van het Belgisch trekpaard Brillant. Dit beeld mag niet verward worden met het grotere standbeeld op de markt van Sint-Kwintens-Lennik (Lennik); dat is Brillants vader Prins (ook bekend als Gugusse of Orange I).

## Economie

### De mijnwerkers
Vollezele telde vele mijnwerkers die per trein (spoorlijn 123) naar de Waalse mijnen gingen. Het merendeel van de kolenkappers woonde op het arme gehucht Achterdenbos. De lokale plaatsnaam Congoberg verwijst naar de vele houilleurs en mineurs, die ongewassen van de koolmijn en nog zwart als oelje (van het Franse houille = steenkool) naar hun gezin terugkeerden. Vollezele, Tollembeek en Galmaarden hadden een rijk mijnwerkersverleden.

## Onderwijs
Het dorp beschikt over een gemeentelijke basisschool, GBS Vollezele.

## Nabijgelegen kernen
Tollembeek, Waarbeke, Denderwindeke, Oetingen, Herfelingen, Herne